# Кубиш-Ключ
Куби́ш-Ключ (рос. Кубыш-Ключ, марій. Пусаксола) — присілок у складі Моркинського району Марій Ел, Росія. Входить до складу Шиньшинського сільського поселення.

## Населення
Населення — 27 осіб (2010; 27 у 2002).
Національний склад (станом на 2002 рік):
- марі — 96 %